# 小乔万尼万国旅行记
《小乔万尼万国旅行记》是意大利儿童文学作家贾尼·罗大里所著的长篇童话。

## 前言
吊儿郎当的小乔万尼独自一人去旅行，来到了奇奇怪怪的地方：全是蜜糖的糖国、连桌椅都是巧克力的星球、每天干干净净的肥皂王国、好玩有趣的纸国、烟草国、不睡觉国、不清楚国，还有多云行星、忧郁行星和儿童行星。小乔万尼在旅行中享受快乐、感动与成长。

## 中文译本
- 贾尼·罗大里; 瓦莱丽亚·佩特罗尼（绘）. . 国际安徒生奖大奖书系. 由赵文伟翻译. 安徽少年儿童出版社. 2014年5月. ISBN 9787539770352.